# Karl Mauch

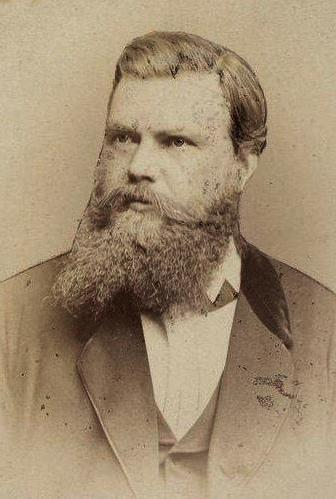
Karl Mauch

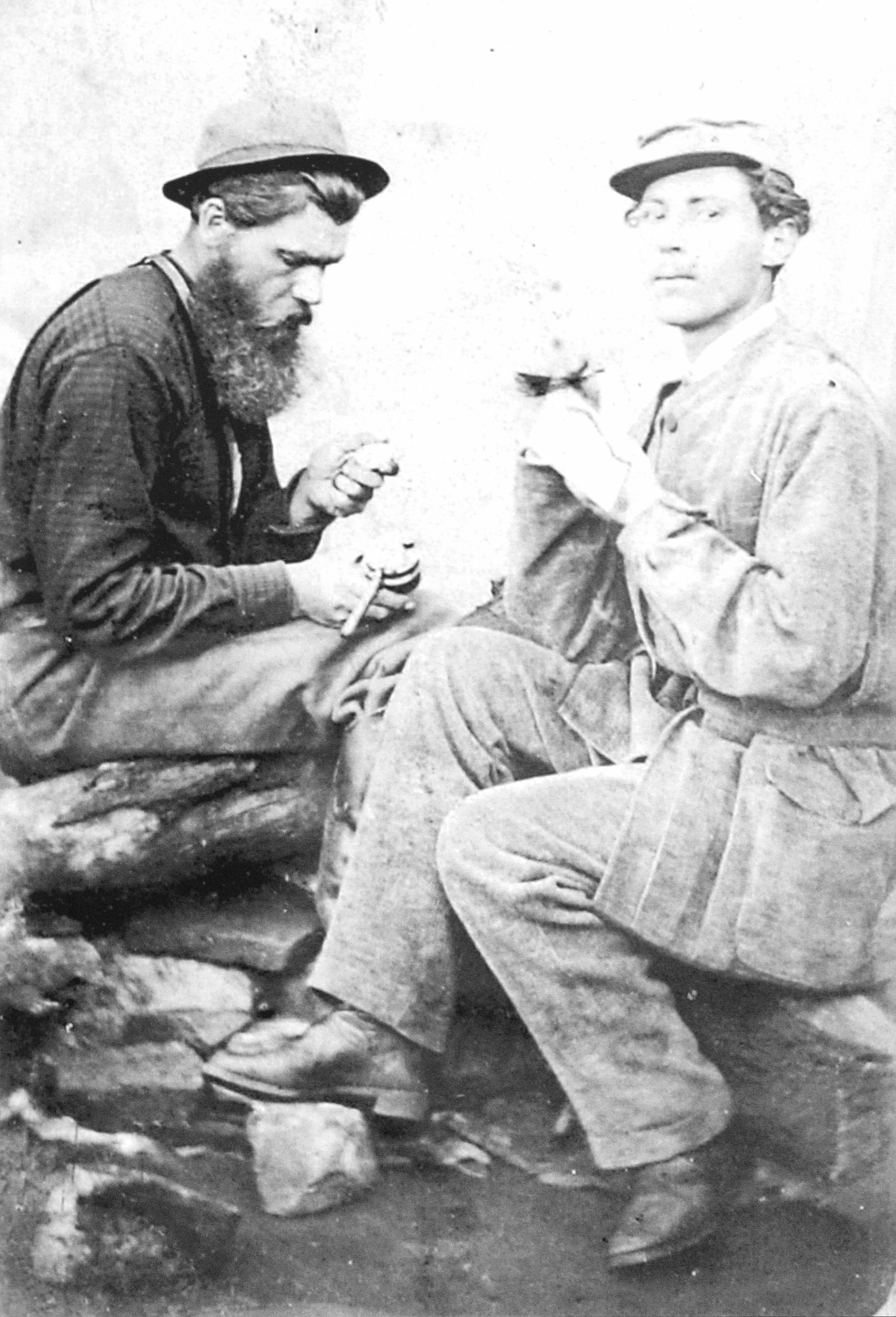
Karl Mauch mit Paul Jebe um 1868

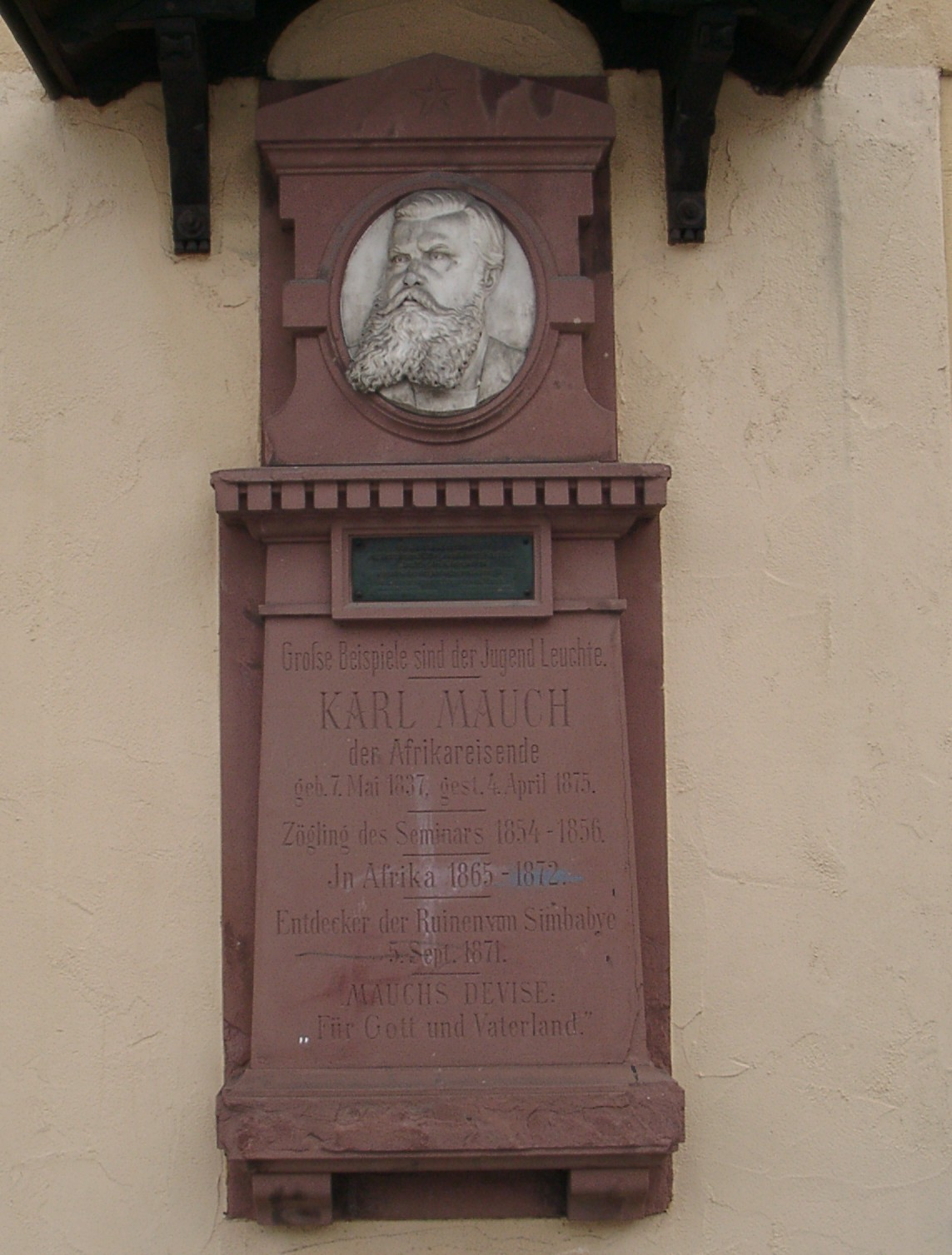
Denkmal für Mauch am ehemaligen Lehrerseminar in Schwäbisch Gmünd, dem Franziskaner

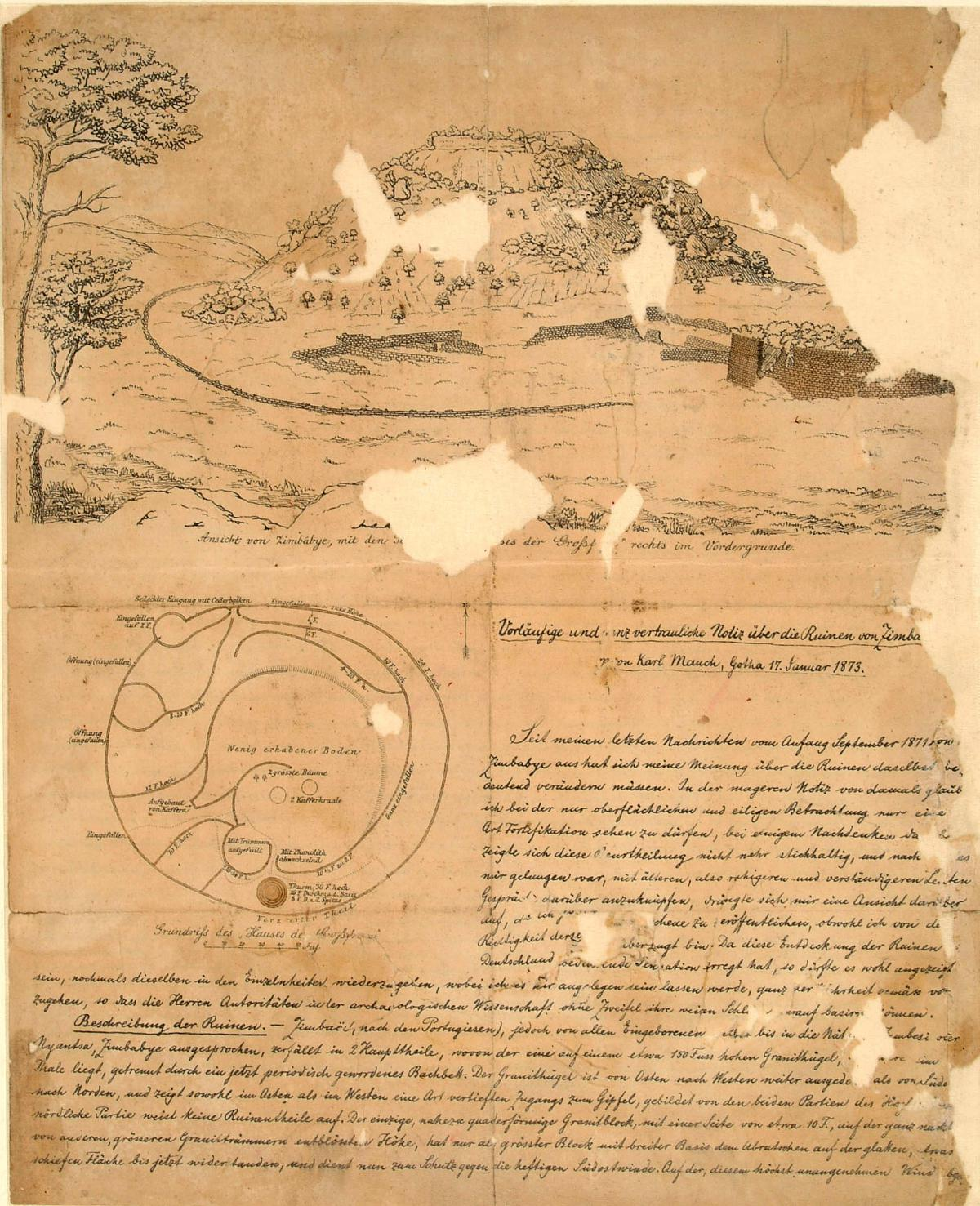
Skizzen und Notizen Mauchs

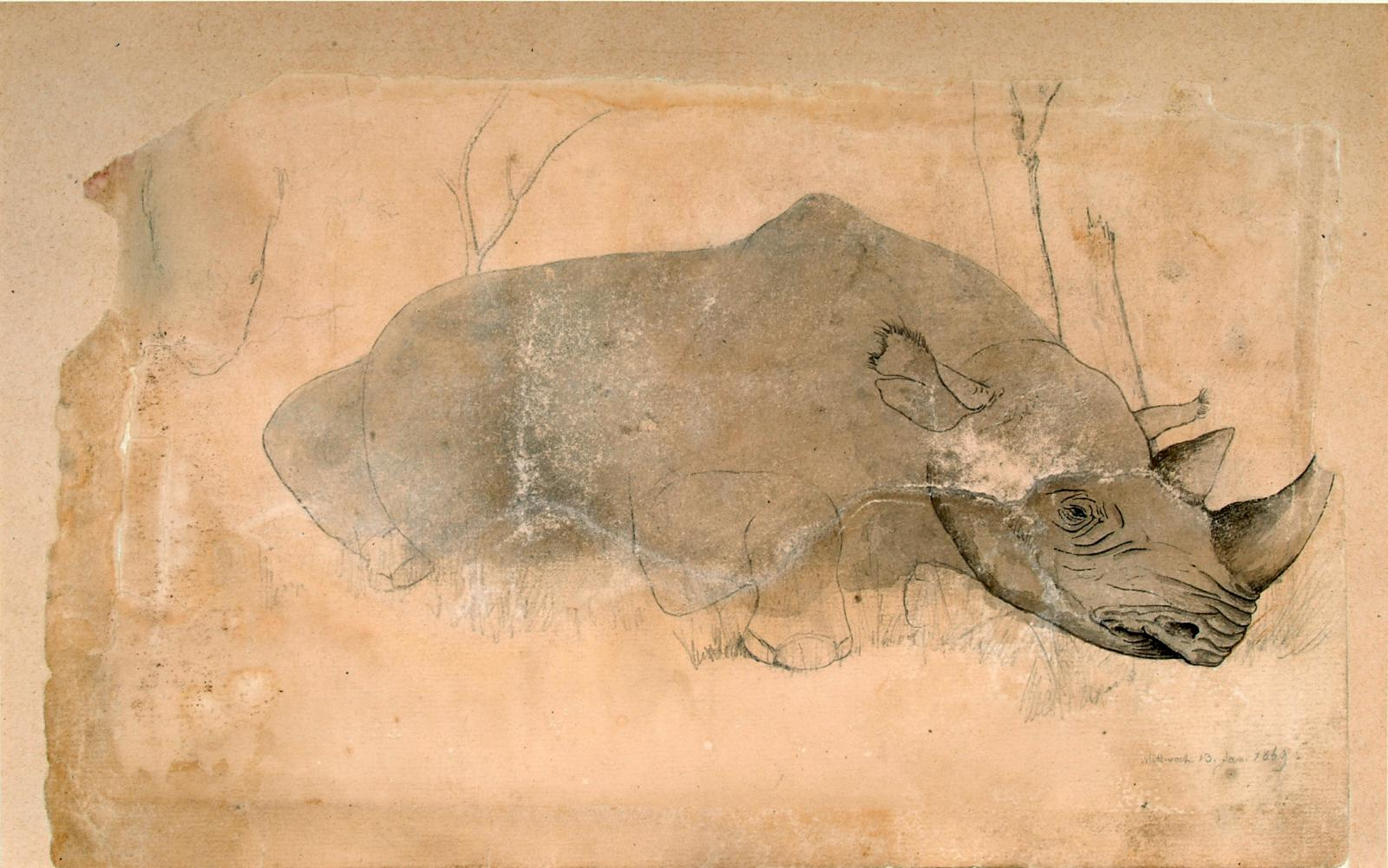
Zeichnung eines Nashorns von Karl Mauch, 1869

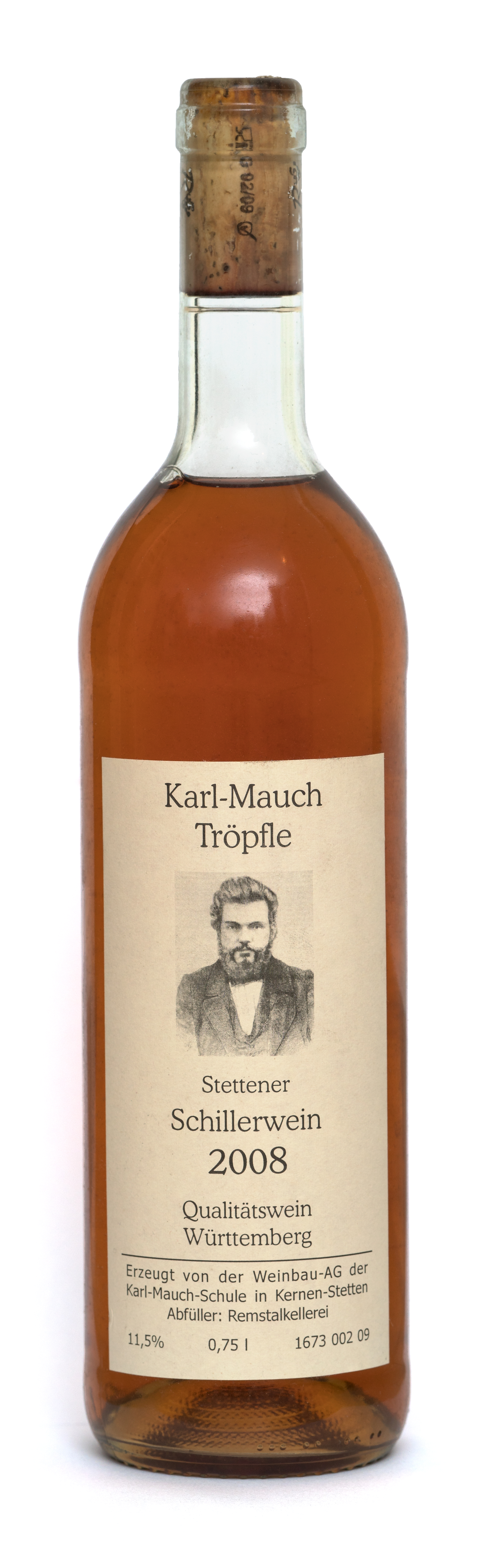
Schillerwein Karl-Mauch Tröpfle der Weinbau-AG in Stetten

Karl Gottlieb Mauch (* 7. Mai 1837 in Stetten im Remstal; † 4. April 1875 in Stuttgart) war ein deutscher Afrikaforscher, Goldsucher und Kartograf.

## Leben
Mauch war ein vorehelicher Sohn des Schreiners Joseph Mauch und dessen späterer Ehefrau Christiane Dorothea Greiner. Er wurde in der Mühlstraße 13 in Stetten geboren. Er beendete seine Schulzeit an der Realschule in Ludwigsburg und war von 1854 bis 1856 Zögling im I. Curs des katholischen Königlichen Schullehrer-Seminars am Franziskaner in Schwäbisch Gmünd. 1857 fand er eine Anstellung als Hilfslehrer in Isny im Allgäu.
1859 verließ Mauch auf eigenen Wunsch den Staatsdienst und wirkte bis 1863 als Hauslehrer bei verschiedenen Familien in der Steiermark. Bei Besuchen im Botanischen Garten der Universität Graz interessierte er sich besonders für die Pflanzenwelt Afrikas. Da ihm der Beruf eines Lehrers immer weniger gefiel, bewarb sich Mauch 1863 bei einer Hamburger Reederei und fuhr fast zwei Jahre zur See. Über London erreichte Mauch 1865 dann Durban in Südafrika. Er kündigte und begann Land und Leute zu erforschen. Mauch durchwanderte von 1865 bis 1871 das südliche Afrika, überschritt die Wasserscheide zwischen Sambesi und Limpopo und gelangte bis in die Nähe von Tete am Sambesi.
Im Jahr 1866 machte er die Bekanntschaft des Elfenbeinjägers und Abenteurers Henry Hartley. Mit diesem durchstreifte er das Matabele-Königreich und wurde dabei auf Quarzgänge mit zu dieser Zeit sichtbaren Goldanteilen aufmerksam. 1867 drang er weiter nordwestlich gegen den Sambesi vor und entdeckte zwei große Goldfelder. Auf einer dritten Reise (1868/1869) gelangte er von der Transvaal-Republik über den Limpopo bis zur Missionsstation Inyati (Nordmatabeleland im heutigen Simbabwe). 1870 unternahm er eine Reise zur Delagoa-Bucht. 1871 beherbergte der deutschstämmige Großwildjäger und Händler Adam Render Mauch für mehrere Monate am Limpopo. Render hatte bereits 1867 auf einer seiner Jagdexpeditionen zufällig die Ruinen von Groß-Simbabwe bei Masvingo entdeckt und führte Mauch nun zu mehreren Studienreisen dorthin. In der Folge machte Mauch die Ergebnisse seiner Forschungsreisen nach Groß-Simbabwe öffentlich und ordnete sie dem antiken Seehandelsziel König Salomons von Israel, Ophir, zu. Danach passierte er den oberen Lauf des Sambesi, wo er ein Goldfeld (Kaiser-Wilhelms-Feld) fand.
Mauch publizierte kurze Zeit nach diesen Reisen seine Erlebnisse und Beobachtungen, die hauptsächlich in der Kapkolonie, den Burenstaaten und in England große Beachtung fanden. Auf britischer Seite erlangten seine Berichte sogar bei der Kolonialverwaltung Aufmerksamkeit. Es wurden um 1870 weitere Goldfunde gemacht, die sehr schnell auf dem Gebiet des späteren Südrhodesiens Gründungen von Goldbergwerksunternehmen nach sich zogen.
Ende 1871 kam er, an der Malaria erkrankt, zurück nach Deutschland. Er reiste später noch in die Karibik. Mit der Zeit fing er an, an seiner eigenen Ophir-Simbabwe-Theorie zu zweifeln. Da sich für Mauch in Deutschland keinerlei Möglichkeiten ergaben, wissenschaftlich zu arbeiten, verdiente er sich ab 1874 seinen Lebensunterhalt als Geschäftsführer der Zementfabrik „Spohn & Ruthard“ in Blaubeuren. Er wohnte dort in einem möblierten Zimmer im Obergeschoss des Bahnhofsgebäudes.

## Tödlicher Fenstersturz
In der Karfreitagnacht vom 26. auf den 27. März 1875 stürzte Mauch unter ungeklärten Umständen aus dem Fenster seiner Wohnung. Neben Suizid wird inzwischen auch ein Mord in Betracht gezogen, freilich ohne stichhaltige Beweise. Möglicherweise hatte er in angetrunkenem Zustand einfach einen Schwäche- oder Übelkeitsanfall erlitten, war ans Fenster getreten und hinausgestürzt, wobei er sich Schädelverletzungen, Leberrisse sowie Rippenbrüche zuzog und außerdem die Wirbelsäule brach. Als er vermutlich erst Stunden nach dem Sturz gefunden wurde, war er bei Bewusstsein, konnte sich jedoch nicht erinnern, was geschehen war. Er wurde ins Stuttgarter Ludwigsspital gebracht, wo er am 4. April 1875 verstarb. Drei Tage später wurde er auf dem Pragfriedhof beerdigt. Im Oktober desselben Jahres veröffentlichten „einige Freunde unseres früh vollendeten Landsmanns“ – darunter der Land- und Reichstagsabgeordnete Otto Elben, der Stuttgarter Bankier Moritz Pflaum und der Polytechnikumsdirektor Paul Heinrich von Zech – im Württembergischen Staatsanzeiger einen Spendenaufruf für einen Denkstein auf dem Grab Mauchs. Er wurde am 18. Juni 1876 der Gemeinde übergeben. Diese Grabstätte wurde im Zweiten Weltkrieg zerstört, aber 1977 rekonstruiert.

## Ehrungen
- Ernennung zum Ehrenmitglied der Società Geografica Italiana (1870).[9]
- Preis (Award) von 25 £ durch die Royal Geographical Society London in Anerkennung von Mauchs Einsatz bei der Erforschung Südostafrikas (1872); das Preisgeld wurde dem deutschen Legationssekretär Richard von Schmidthals zur Weiterleitung an August Petermann in Gotha, Mauchs Verbindungsmann, überreicht.[10]
- Mauch Road in Pietermaritzburg
- Carel Mauch Street in Phalaborwa, einer von Mauch in seinem Tagebuch erwähnten südafrikanischen Stadt in der Provinz Limpopo.[11]
- Karl-Mauch-Schule und Karl-Mauch-Sporthalle in seinem Geburtsort Stetten
- Mauchstraße in Schwäbisch Gmünd
- Mauchweg in Stuttgart-Stammheim (1957)[12]
- Carl-Mauch-Weg in Freiberg am Neckar
- Mauchsberg (2210 m,[13] ca. 12 km südöstlich von Lydenburg in der südafrikanischen Provinz Mpumalanga)[14]
- Mauchsberg, eine Siedlung in der Thaba Chweu Local Municipality im Distrikt Ehlanzeni
- 1991/1992: Ein Schwabe im Goldland Ophir? Die Entdeckung der Ruinen von Zimbabwe durch Karl Mauch 1871[15] (Eine kleine Ausstellung des Reisenden im Hauptstaatsarchiv Stuttgart, das seinen Nachlass verwahrt.)
- Eine Dauerausstellung über Karl Mauch befindet sich im Museum unter der Yburg in Stetten.

## Werke
- Carl Mauch's Reisen im Inneren von Süd-Afrika. 1865–1872 (= Mittheilungen aus Justus Perthes' Geographischer Anstalt über wichtige neue Erforschungen auf dem Gesammtgebiete der Geographie. Ergänzungsheft 37). Gotha 1874 urn:nbn:de:bvb:355-ubr03800-2.
- Reisen im Innern von Südafrika. In: Herbert Scurla (Hrsg.): Zwischen Kap und Kilimandscharo. Verlag der Nation, Berlin 1974, DNB 750204168.
- Eva Maria Verst (Hrsg.): Reisen im Inneren von Südafrika. Zu den Ruinen von Great Zimbabwe. 1865–1872. Wiesbaden 2014, ISBN 978-3-86539-872-7.